# Levinsonit-(Y)
Levinsonit-(Y) ist ein sehr selten vorkommendes Mineral aus der Mineralklasse der „Organischen Verbindungen“. Es kristallisiert im monoklinen Kristallsystem mit der chemischen Formel (Y,Nd,Ce)Al(SO4)2(C2O4)·12H2O, ist also chemisch gesehen ein kristallwasserhaltiges Yttrium-Aluminium-Sulfat-Oxalat.
Levinsonit-(Y) von der Typlokalität bildet prismatische, parallel [101] gestreckte und nach {101} abgeplattete Kristalle bis 1 mm Größe mit einer charakteristischen Morphologie, ferner Aggregate aus fünf bis zehn mehr oder weniger zufällig miteinander verwachsenen Kristallen.
Das Mineral stammt vom „Alum Cave Bluff“, einer als Touristenattraktion bekannten Lokalität im Great Smoky Mountains National Park, Tennessee, wo es bei der Verwitterung eines pyrithaltigen Phyllits entsteht. Der Name kann mit „Alaunhöhlensteilklippe“ übersetzt werden, jedoch gibt es hier keine Höhle, sondern lediglich die genannte, ca. 30 m hohe Steilklippe, die einen 10 m tiefen Überhang bildet, in deren Schutz die hier gebildeten wasserlöslichen Sulfat- und Oxalatminerale erhalten bleiben.

## Etymologie und Geschichte
Im Jahre 1981 begann T. Dennis Coskren aus Columbia/Maryland mit der Untersuchung einer Mineralisation an der „Alum Cave Bluff“. Diese Untersuchungen führten zur Identifizierung einer Vielzahl ungewöhnlicher, für ein Verdunstungsmilieu typischer Minerale. Einige Phasen konnten anfänglich allerdings nicht charakterisiert werden und wurden zur Identifizierung in das Mineralogische Labor an der University of Michigan gegeben, wo sich herausstellte, dass es sich bei drei dieser Phasen um seltenmetall- und Sulfat-haltige Oxalate handelt. Alle drei wurden nach der Einreichung bei der International Mineralogical Association (IMA) anerkannt, so auch das unter der Nummer IMA 1996-057 bestätigte Mineral, welches im Jahre 2001 von einem US-amerikanischen Forscherteam mit Roland C. Rouse, Donald R. Peacor, Eric J. Essene, T. Dennis Coskren und Robert J. Lauf im amerikanischen Wissenschaftsmagazin „Geochimica et Cosmochimica Acta“ als Levinsonit-(Y) beschrieben wurde.
Benannt wurde das Mineral nach Alfred Abraham Levinson (1927–2005), Professor für Mineralogie an der University of Calgary, auf den die international anerkannte Nomenklatur der seltenerdmetallhaltigen Minerale und damit der „Levinson Modifier“ zurückgeht. Der Levinson Modifier im Levinsonit-(Y) [das Suffix „-(Y)“] weist auf das dominierende Seltenerdmetall (hier: Yttrium) hin, wie es die Richtlinien der IMA bei der Namensgebung von seltenmetallhaltigen Mineralen verlangen.
Das Typmaterial für Levinsonit-(Y) wird an der University of Michigan, Ann Arbor/Michigan, und im zur Smithsonian Institution gehörenden National Museum of Natural History, Washington, D.C., aufbewahrt.

## Klassifikation
In der mittlerweile veralteten, aber noch gebräuchlichen 8. Auflage der Mineralsystematik nach Strunz gehörte der Levinsonit-(Y) zur Mineralklasse der „Organischen Verbindungen“ und dort zur Abteilung der „Salze organischer Säuren“, wo er zusammen mit Caoxit, Coskrenit-(Ce), Glushinskit, Humboldtin, Lindbergit, Minguzzit, Moolooit, Natroxalat, Novgorodovait, Oxammit, Stepanovit, Weddellit, Wheatleyit, Whewellit, Zhemchuzhnikovit und Zugshunstit-(Ce) die eigenständige „Gruppe der Oxalate“ mit der System-Nr. IX/A.01 bildete.
Die seit 2001 gültige und von der International Mineralogical Association (IMA) verwendete 9. Auflage der Strunz’schen Mineralsystematik ordnet den Levinsonit-(Y) ebenfalls in die Klasse der „Organischen Verbindungen“ und dort in die Abteilung der „Salze von organischen Säuren“ ein. Diese Abteilung ist allerdings weiter unterteilt nach der Art der salzbildenden Säure, so dass das Mineral entsprechend seiner Zusammensetzung in der Unterabteilung „Oxalate“ zu finden ist, wo es als einziges Mitglied die unbenannte Gruppe 10.AB.70 bildet.
Auch die vorwiegend im englischen Sprachraum gebräuchliche Systematik der Minerale nach Dana ordnet den Levinsonit-(Y) in die Klasse der „Organische Minerale“ und dort in die gleichnamige Abteilung ein. Hier ist er mit Coskrenit-(Ce) und Zugshunstit-(Ce) in der „Zugshunstitgruppe“ mit der System-Nr. 50.01.09 innerhalb der Unterabteilung „Salze organischer Säuren (Oxalate)“ zu finden.

## Chemismus
Mittelwerte aus Mikrosondenanalysen an Levinsonit-(Y) von der „Alum Cave Bluff“ führten zu Gehalten von 5,72 % Y2O3, 0,50 % La2O3, 3,02 % Ce2O3, 0,76 % Pr2O3, 5,94 % Nd2O3, 3,21 % Sm2O3, 0,54 % Eu2O3, 2,23 % Gd2O3, 1,15 % Dy2O3, 0,29 % Er2O3, 7,83 % Al2O3, 24,58 % SO3, [11,05] % C2O3 und [33,18] % H2O (die beiden letzten wurden aus der Stöchiometrie berechnet). Daraus ergab sich die empirische Formel (Y0,33Nd0,23Ce0,12Sm0,12Gd0,08Dy0,04Pr0,03La0,02Eu0,02Er0,01)Σ=1,00Al1,00(SO4)2,00(C2,00O4)·12,00H2O, die zu (Y,Nd,Ce)Al(SO4)2(C2O4)·12H2O vereinfacht wurde.
Levinsonit-(Y) ist das yttriumdominante Analogon zum cerdominierten Zugshunstit-(Ce), die beide in der „Alum Cave Bluff“ nebeneinander auftreten. Die Metalle der Seltenen Erden weisen eine starke Fraktionierung zwischen diesen beiden Mineralen auf. Die leichten Seltenerdmetalle (englisch: „Light Rare Earth Elements“, LREE) Cer und Praseodym sind im Zugshunstit-(Ce) konzentriert, Neodym ist gleichermaßen in beiden Oxalaten enthalten, während Yttrium und die mittleren bis schweren Seltenerdmetalle („Medium Rare Earth Elements“ und „Heavy Rare Earth Elements“, MREE und HREE) Samarium, Europium, Gadolinium, Dysprosium und Erbium an Levinsonit-(Y) gebunden sind.

## Kristallstruktur
Levinsonit-(Y) kristallisiert monoklin in der Raumgruppe P2/n (Raumgruppen-Nr. 13, Stellung 2) mit den Gitterparametern a = 10,289 Å; b = 9,234 Å; c = 11,015 Å und β = 108,50° sowie zwei Formeleinheit pro Elementarzelle.
Die Struktur des Levinsonit-(Y) basiert auf einem Grundbaustein, nämlich Ketten von miteinander alternierenden REE-Polyedern und Oxalat-Gruppen, wobei eine Oxalat-Gruppe gemeinsame Kanten mit den benachbarten Polyedern aufweist. Der Grundbaustein wird durch zwei Sulfat-Tetraeder komplettiert, von denen jedes eine gemeinsame Ecke mit dem REE-Polyeder besitzt. Das REE-Polyeder im Zugshunstit-(Ce) ist ein [8]fach koordiniertes, d. h. mit acht Liganden versehenes Antiprisma mit quadratischem Querschnitt, das den Polyedern in Xenotim ähnelt. Die Al-Oktaeder besitzen ungewöhnlicherweise nur H2O-Liganden der Form Al(H2O)6, und keines von ihnen ist mit einem anderen Polyeder der Struktur verbunden. Es handelt sich also um isolierte Einheiten, die mit den Grundbausteinen nur über Wasserstoffbrückenbindungen verknüpft sind.

## Eigenschaften

### Morphologie
Levinsonit-(Y) bildet prismatische und pseudoorthorhombische, parallel [101] gestreckte und nach {101} abgeplattete Kristalle bis 1 mm Größe mit diagonaler Streifung. Die Kristalltracht besteht aus dem seitlichen Pinakoid {010} und zwei Pinakoiden parallel der b-Achse, {101} und {101}. Eine davon abweichende Ausbildung zeigt leicht gestreckte Täfelchen mit rechtwinkligem Querschnitt. Typischerweise treten fünf bis zehn mehr oder weniger zufällig miteinander verwachsene Kristalle zu Aggregaten zusammen.

### Physikalische und chemische Eigenschaften
Levinsonit-(Y)-Kristalle sind farblos oder weiß. Ihre Strichfarbe wird als farblos angegeben. Da die Strichfarbe der Pulverfarbe entspricht und das Mineralpulver nicht farblos ein kann, dürfte die Farbe des Strichs am besten mit weiß beschrieben sein. Die Oberflächen der durchsichtigen Kristalle zeigen einen deutlichen glasartigen Glanz.
Das Mineral weist eine sehr vollkommene Spaltbarkeit nach {101} auf, bricht aber aufgrund seiner Sprödigkeit ähnlich wie Amblygonit, wobei die Bruchflächen uneben ausgebildet sind. Aufgrund der geringen Kristallgröße ließen sich weder seine Mohshärte noch die Vickershärte ermitteln. Gemessene Werte für die Dichte des Levinsonit-(Y) existieren nicht, die berechnete Dichte für das Mineral beträgt 2,181 g/cm³.
Levinsonit-(Y) ist in Wasser leicht und rückstandsfrei löslich.

## Bildung und Fundorte
Als sehr seltene Mineralbildung konnte Levinsonit-(Y) bisher (Stand 2016) nur von einem Fundpunkt beschrieben werden. Seine Typlokalität ist die Gesteinsklippe der „Alum Cave Bluff“ im Great-Smoky-Mountains-Nationalpark, Sevier County, Tennessee, Vereinigte Staaten. Begleitminerale sind Zugshunstit-(Ce), Coskrenit-(Ce), Epsomit und das „Haarsalz“ Halotrichit, wobei der Levinsonit-(Y) entweder in Epsomit und/oder Halotrichit eingebettet auftritt oder freistehende Kristalle in Hohlräumen in diesen Mineralen bildet.
Levinsonit-(Y) ist eine typische Sekundärbildung, die in den Böden der „Alum Cave Bluff“ auftritt. Der Name der Lokalität ist irreführend, da es sich nicht um eine Höhle, sondern um eine steile, überhängende Gesteinsklippe handelt. Das Kliff und das umgebende anstehende Gestein sind Teil der präkambrischen Anakeesta-Formation, einem Metapelit mit der Textur eines Phyllits, dessen Hauptminerale Muskovit, Biotit, Chlorit, Quarz und Pyrit sind. Dieses Gebiet ist mit Niederschlagsmengen von 2000 mm pro Jahr außerordentlich niederschlagsreich. Die resultierende Verwitterung des am Kliff anstehenden Gesteins beinhaltet auch die Oxidation des Pyrits und die Auflösung der hauptsächlichen gesteinsbildenden Silikate. Dies führt wiederum zu sulfatreichen Lösungen mit niedrigen pH-Werten, die reich an Elementen aus den aufgelösten Silikaten wie Eisen, Magnesium, Aluminium, Kalium, Natrium, Calcium und Mangan sind. Die Seltenerdmetall stammen wahrscheinlich aus alterierten Phasen wie Monazit und Xenotim. Wenn diese Lösungen die Wände des Kliffs heruntertropfen, gelangen sie unter die geneigte Oberfläche des Gesteinsüberhanges, wo eine teilweise Verdunstung zur Fällung von Sulfaten, insbesondere von denen des Eisens, führt. Der größte Teil des Wassers läuft dann weiter auf den Boden an der Basis des Kliffs, wo die vollständige Verdunstung die Entstehung einer großen Mineralvielfalt mit hauptsächlich hydrierten und/oder hydratisierten Sulfaten bewirkt. Diese Ausfällungen bestehen hauptsächlich aus Epsomit und Vertretern der Haarsalz-Familie, unter denen Apjohnit das am weitesten verbreitete Mineral ist.

## Verwendung
Levinsonit-(Y) ist aufgrund seiner Seltenheit lediglich für Mineralsammler interessant.